# Rue du Pasteur-Marc-Boegner
Pour les articles homonymes, voir Boegner.
La rue du Pasteur-Marc-Boegner est une voie du 16e arrondissement de Paris, en France.

## Situation et accès
La rue du Pasteur-Marc-Boegner est une voie située dans le 16e arrondissement de Paris. Elle débute au 43, avenue Georges-Mandel et se termine au 46, rue Scheffer.
Le quartier est desservi par la ligne 9 à la station Rue de la Pompe et par les lignes 6 et 9 à la station Trocadéro.

## Origine du nom
Elle porte le nom du pasteur et homme de lettres français, Marc Boegner (1881-1970), qui fut président du Conseil œcuménique des Églises et pasteur au temple protestant de l'Annonciation, rue Cortambert. 

## Historique

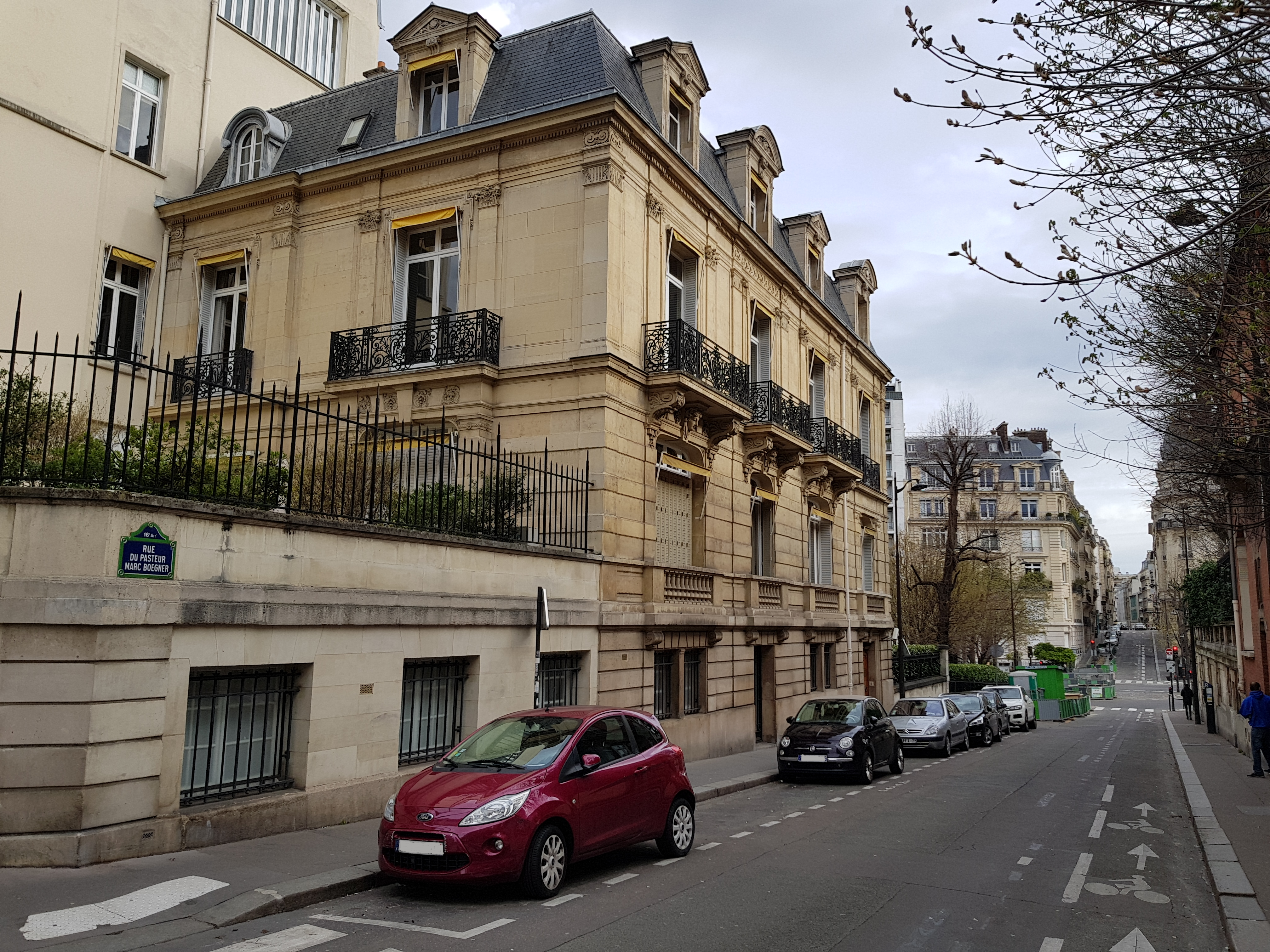

Il s’agit à l'origine d’une section du « chemin des Bornes », situé sur l'ancienne commune de Passy, qui est appelé ainsi parce qu’il délimitait les dépendances du couvent des Bonshommes de Chaillot. Il avait, alors, 2 mètres de large, En 1848, ce qui n’est qu’un chemin devient la « rue des Bornes », une voie qui mesure alors 11 mètres de long. 
Elle est rattachée à la voirie parisienne par un décret du 23 mai 1863 puis est intégrée, en 1868, à la rue des Sablons, située de l’autre côté de l’avenue Georges-Mandel. Par un arrêté municipal du 9 septembre 1980, elle prend son nom actuel en étant détachée de la rue Cortambert.